# Словани
Словани (слч. Slovany) насељено је мјесто са административним статусом сеоске општине (слч. obec) у округу Мартин, у Жилинском крају, Словачка Република.

## Становништво
| Година:    | 1994. | 2004.   | 2014.    | 2024.   |
| ---------- | ----- | ------- | -------- | ------- |
| Број људи: | 375   | 410     | 455      | 431     |
| Разлика:   |       | +9,33 % | +10,97 % | -5,27 % |

| Година:    | 2023. | 2024.   |
| ---------- | ----- | ------- |
| Број људи: | 426   | 431     |
| Разлика:   |       | +1,17 % |

Према подацима о броју становника из 2024. године насеље је имало 431 становника.